# Simon Easterby
Simon Henry Easterby (Harrogate, 21 de julio de 1975) es un exrugbista y entrenador irlandés, nacido en Inglaterra (Reino Unido), que se desempeñaba como ala. Fue internacional con el XV del Trébol en los años 2000.

## Biografía
Su padre es inglés y su madre irlandesa. Es el hermano menor de Guy Easterby, también un rugbista internacional con Irlanda.
Vive en Gales desde su juventud y está casado con Sarra Rees, la hija del exrugbista internacional Elgan Rees, una presentadora. El matrimonio tiene dos hijos, Soffia (2007) y Ffredi (2009).
En agosto de 2014 fue una de las 200 figuras públicas que firmaron una carta a The Guardian, expresando su esperanza de que Escocia votara para seguir siendo parte del Reino Unido en el referéndum de independencia.

## Carrera
En 1998 debutó como profesional en el club inglés Leeds Tykes, jugó allí una temporada y fue contratado por el club galés Llanelli RFC. Debido a una contusión cerebral jugaba usando casco.

### Scarlets
El resto de su carrera la hizo en los Scarlets, desde 2003, siendo capitán durante cinco temporadas consecutivas y jugando más de 50 partidos en copas europeas. En agosto de 2010 se vio obligado a retirarse por una lesión en la rodilla, a la edad de 35 años.

## Selección nacional

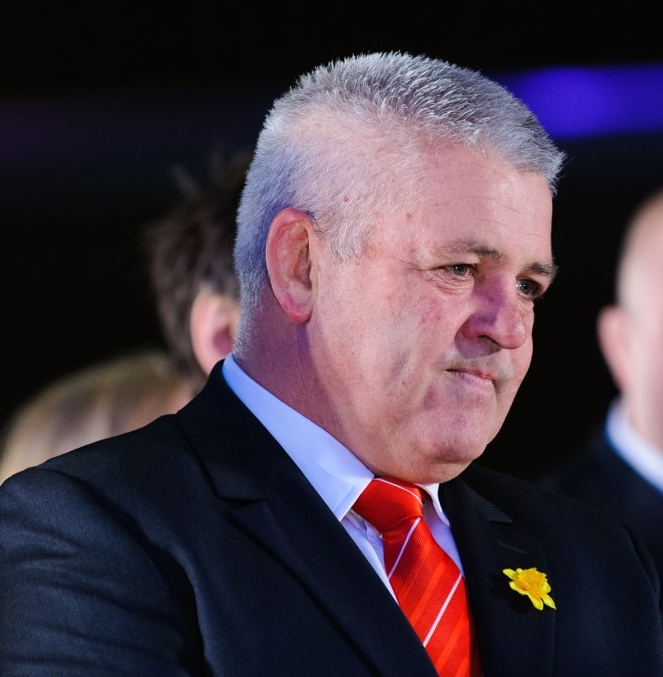
El kiwi Warren Gatland lo convocó a la selección.

El neozelandés Warren Gatland lo convocó para disputar el Torneo de las Seis Naciones 2000, debutó en la victoria sobre Escocia en el antiguo Lansdowne Road y rápidamente se convirtió en titular para el resto de la competencia. Se lesionó en julio y recién volvió en septiembre de 2001, ya bajo la dirección técnica de Eddie O'Sullivan.
Se hizo titular indiscutido en julio de 2003 y mantuvo el puesto hasta sus últimas pruebas, retirándose como internacional a los 32 años y tras el Seis Naciones 2008; para cumplir físicamente con su club.
Debido a su lugar de nacimiento podía jugar para Inglaterra, pero eligió a Irlanda y en total jugó 65 partidos y anotó ocho tries (40 puntos). Le ganó su lugar a Trevor Brennan y hasta su afianzamiento disputó el puesto con Kieron Dawson y Alan Quinlan.

### Participaciones en Copas del Mundo
O'Sullivan lo llevó a Australia 2003 como titular, alineando la tercera línea junto a Keith Gleeson y el octavo Victor Costello. El XV del Trébol cayó eliminada ante Francia en los cuartos.
| Mundial                       | Sede      | Resultado        | PJ | Tries |
| ----------------------------- | --------- | ---------------- | -- | ----- |
| Copa Mundial de Rugby de 2003 | Australia | Cuartos de final | 4  | 0     |
| Copa Mundial de Rugby de 2007 | Francia   | Fase de grupos   | 4  | 1     |

Su último mundial fue Francia 2007 donde formó con David Wallace y el octavo Denis Leamy. Easterby le anotó un try a Namibia e Irlanda cayó ante Les Bleus y los Pumas para ser eliminada en primera fase.

### Leones
En 2005 el inglés Clive Woodward lo seleccionó a los Leones Británicos e Irlandeses de urgencia, para unirse a la gira a Nueva Zelanda, como reemplazo del lesionado Lawrence Dallaglio; quien se fracturó el tobillo en el primer partido de entrenamiento.
Easterby terminó ganándose un lugar en el primer equipo, enfrentó a los All Blacks en dos pruebas y les anotó un try.

## Entrenador

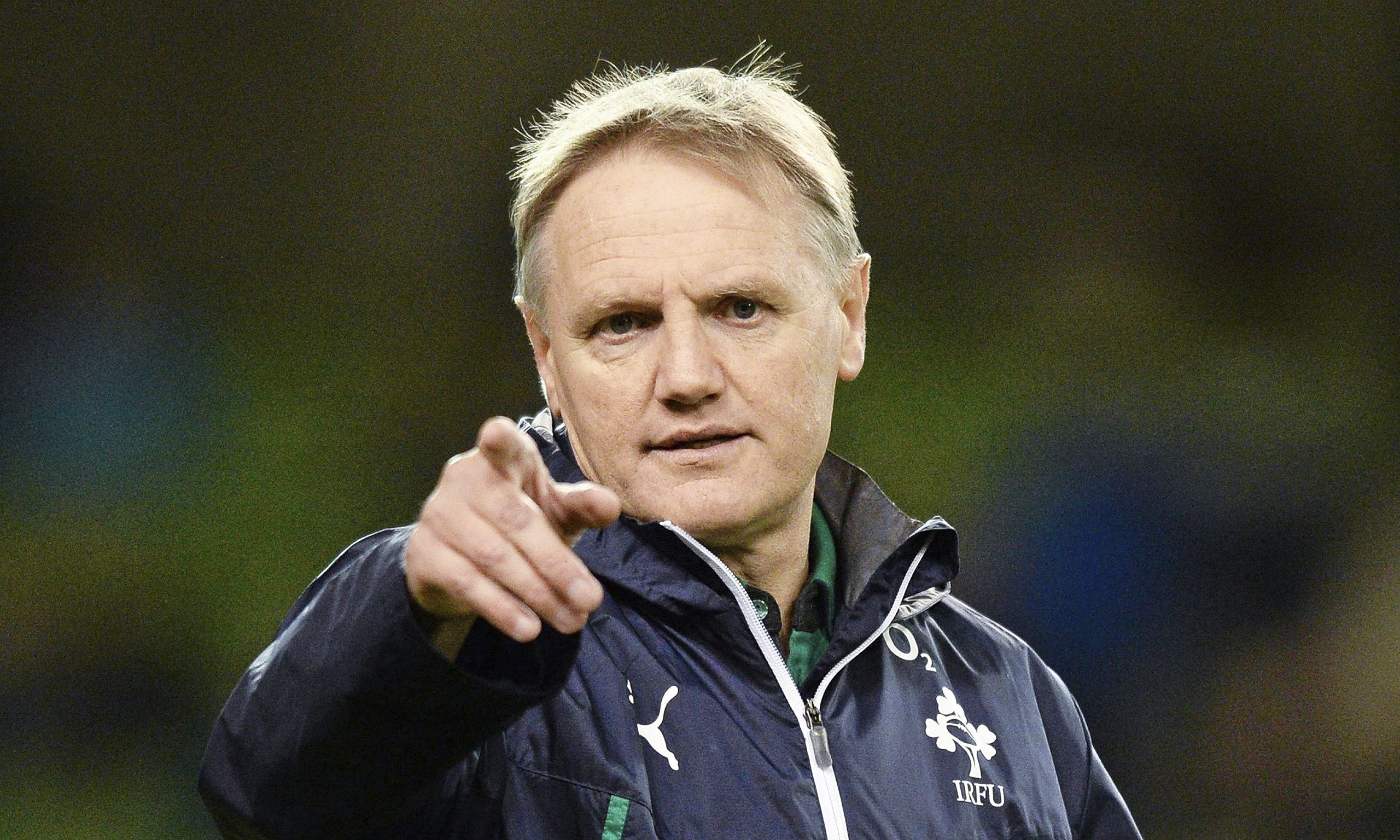
El kiwi Joe Schmidt lo eligió su asistente en Irlanda, como entrenador de forwards.

Al retirarse, fue contratado por dos años como entrenador de defensa de los Scarlets. En junio de 2012, tras la partida de Nigel Davies, fue nombrado entrenador en jefe de los Scarlets.

### Irlanda
En julio de 2014 renunció para unirse al kiwi Joe Schmidt, entrenador en jefe de Irlanda, como su asistente y entrenador de forwards. Tras la llegada del inglés Andy Farrell, Easterby actualmente es su entrenador de defensa y Paul O'Connell lo reemplazó con los forwards.

## Palmarés
- Campeón del United Rugby Championship de 2003-04.
- Campeón de la Premier Division de 2001-02.
- Campeón de la Copa de Gales de 2000 y 2003.